# Aguada (ferrocarril)

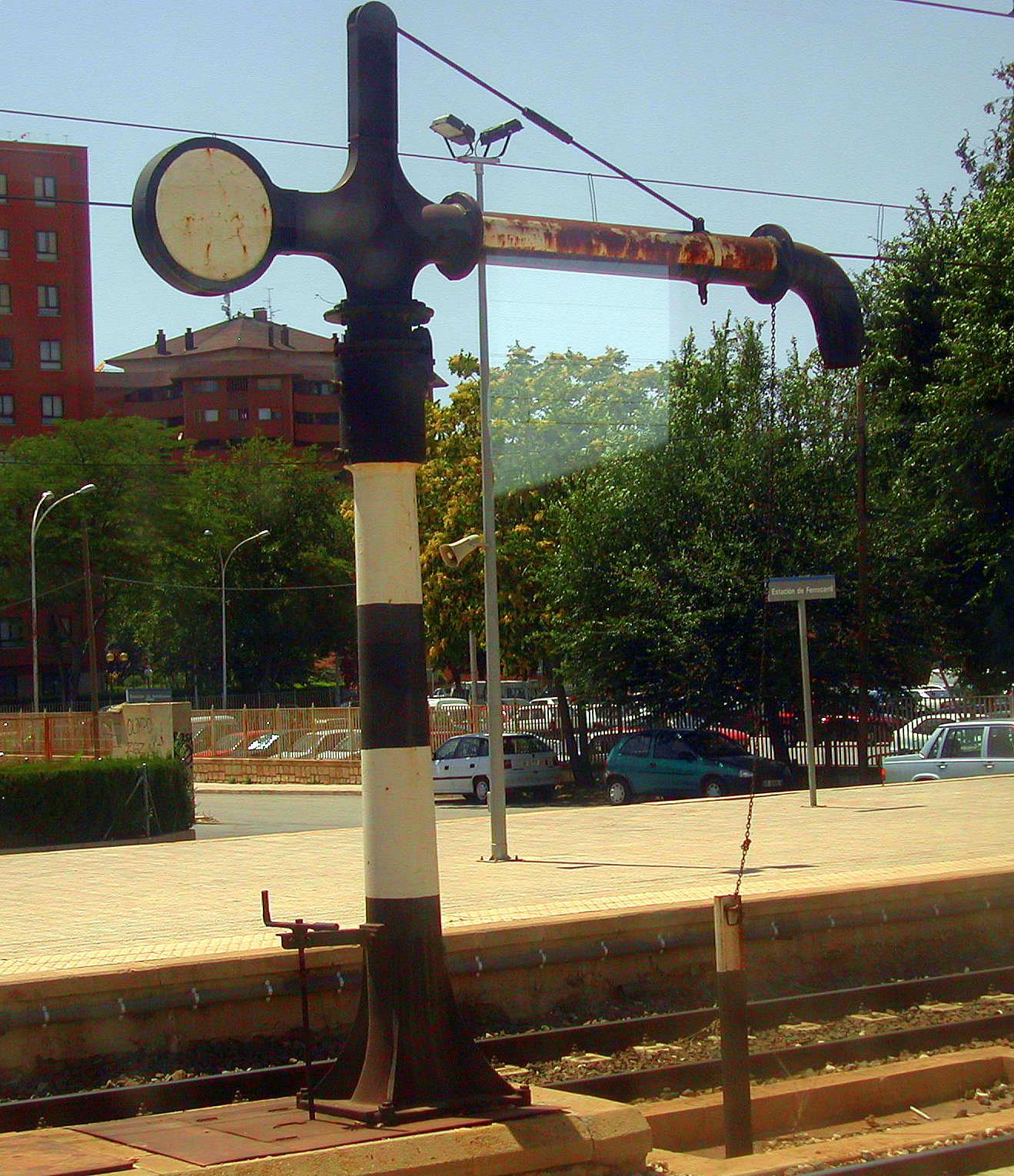
Aguada situada en la antigua estación de tren de Albacete, España.

Una aguada o grúa de agua es una infraestructura ferroviaria utilizada para alimentar de grandes cantidades de agua a los depósitos de las locomotoras ténder o a los vagones ténder de una locomotora de vapor. 
Como las locomotoras de vapor consumían grandes cantidades de agua, las aguadas se convirtieron en un elemento fundamental de las estaciones de ferrocarril, situándolas generalmente al final de los andenes o en depósitos.
Con el fin de evitar las paradas necesarias para la recarga de agua, en la década de 1860 se inventó en Inglaterra un sistema consistente en un foso de recarga que permitía reabastecer una locomotora o su ténder en plena marcha.  
El creciente uso de la electricidad y del diésel en detrimento del carbón ha mermado su importancia hasta caer en desuso en muchos países. En algunos casos tras ser restauradas se conservan como elementos meramente decorativos.

## Descripción

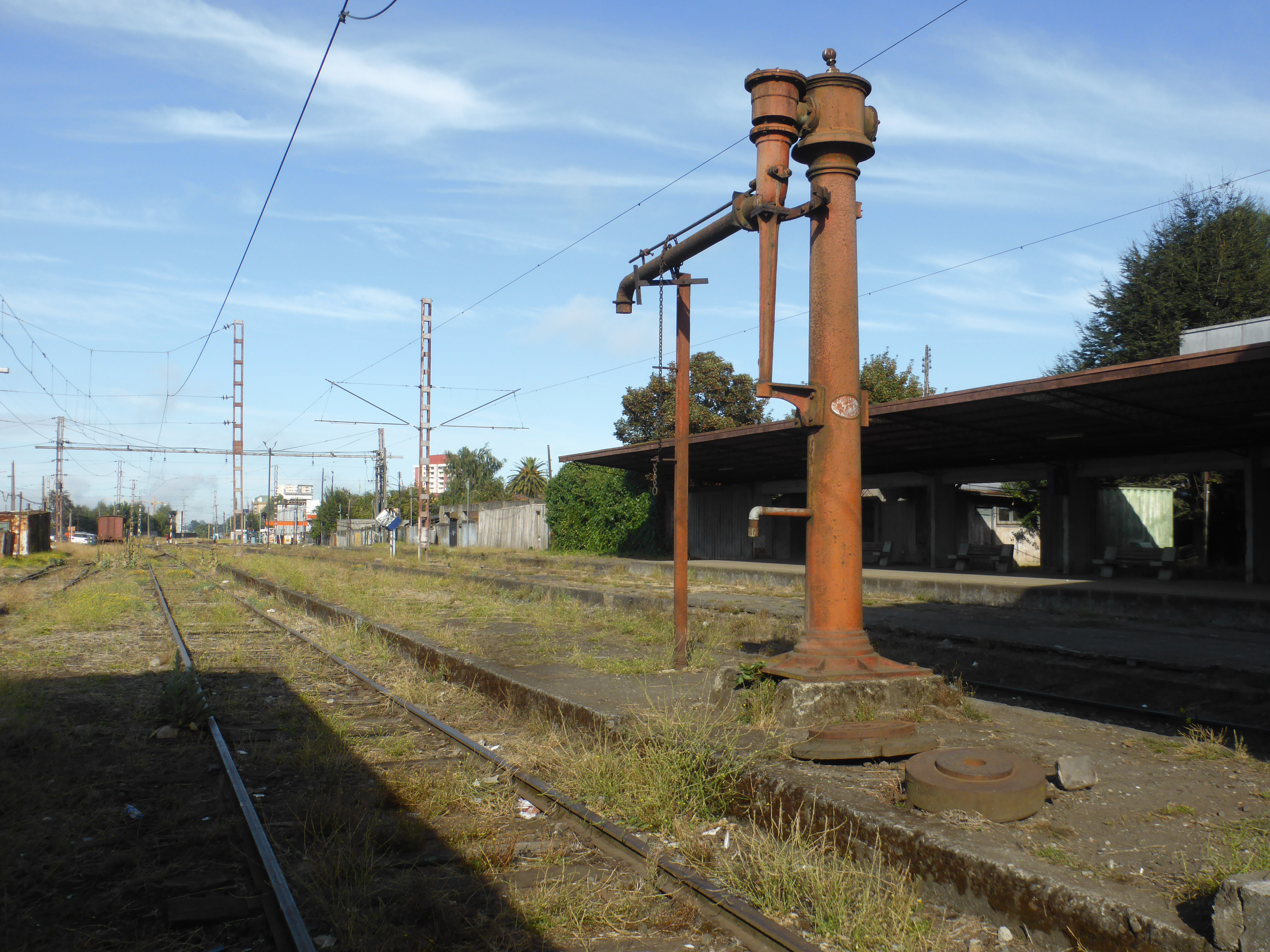
Aguada del año 1885, en la estación de Temuco. Chile.

En general, las aguadas están formadas por un tubo de acero vertical de unos 20-30 centímetros de diámetro con un tubo horizontal giratorio en su parte superior dando lugar a un brazo articulado. Este último se sitúa en paralelo a las vías mientras no se usa, para no molestar la circulación de los trenes, girándose cuando sea necesario para colocarlo justo por encima del recipiente que se pretenda llenar.

## Aprovisionamiento del agua
Donde la orografía lo permite, los recursos hidráulicos naturales se pueden aprovechar para alimentar las aguadas usando la propia presión del agua para facilitar la labor.  No sucede lo mismo en las llanuras donde es necesario habilitar depósitos. Estos depósitos tienen una capacidad muy variable. En algunos casos también se utilizan pozos para obtener el agua.
Según su calidad y su composición puede ser necesario un tratamiento químico para evitar la formación de cal en el interior de los tubos que forman la caldera de las locomotoras. De lo contrario su acumulación puede generar un calentamiento del metal o la corrosión del mismo hasta tal punto que la caldera podría incluso romperse.